# Klaus Richtzenhain
Klaus Richtzenhain, né le 1er novembre 1934 à Berlin et mort le 6 mars 2025, est un athlète de l'ex-Allemagne de l'Est spécialiste du 1 500 mètres. 

## Carrière
Licencié au Sportclub Lokomotive Leipzig puis au Sportclub Turbine Erfurt, Klaus Richtzenhain mesure 1,78 m pour 63 kg.

### Palmarès
| Date | Compétition           | Lieu      | Résultat | Performance  |
| ---- | --------------------- | --------- | -------- | ------------ |
| 1956 | Jeux olympiques d'été | Melbourne | 2e       | 3 min 42 s 0 |

### Records
| Épreuve      | Performance  | Lieu      | Date |
| ------------ | ------------ | --------- | ---- |
| 800 mètres   | 1 min 48 s 9 |           | 1956 |
| 1 500 mètres | 3 min 42 s 0 | Melbourne | 1956 |